# طيثارة البقول
طيثارة البُقُول أو قَمَص البُقُول (الاسم العلمي: Tipula oleracea)، حشرة من الطيثاريات. توجد في جميع أنحاء المنطقة القطبية الشمالية القديمة وأجزاء من الإقليم القطبي الشمالي الجديد.

## الوصف
طولها يراوح من 15 إلى 25 مم. جسمها وأجنحتها وأرجلها مستطيلة. لونها إلى الحنطي تشوبه صفرة زيتية.
ذكرها أصغر حجمًا من إنثاه. والانثى تمنح مكنها في أبان الربيع على سوق الزروع ومختلف نباتات
المراعي والمروج فينقف عن يرقات صغيرة نهمة تلتهم الجذور وقد تركب الأوراق وتؤذيها.
وهي تسرح في الليل وتبيت في النهار. لها جيلان في الحول، الأول في الربيع والثاني الصيف.